# Sundance Film Festival/Publikumspreis – Bester Spielfilm
Mit dem Publikumspreis (Audience Award: U.S. Dramatic) wird beim jährlich veranstalteten Sundance Film Festival der beste US-amerikanische Spielfilm (inklusive Koproduktionen) aus Sicht der Zuschauer prämiert.
Der Preis wird seit der sechsten Auflage des Filmfestivals im Jahr 1989 vergeben. Bisher stimmte der Preisträger siebenmal mit dem späteren Gewinner des Großen Preises der Jury überein.
| Jahr | Preisträger                                      | Deutscher Titel                               | Regie                             |
| 1989 | Sex, Lies, and Videotape                         | Sex, Lügen und Video                          | Steven Soderbergh                 |
| 1990 | Longtime Companion                               | Freundschaft fürs Leben                       | Norman Rene                       |
| 1991 | One Cup of Coffee                                | Sein letztes Spiel                            | Robin B. Armstrong                |
| 1992 | The Waterdance                                   | Waterdance                                    | Michael Steinberg Neal Jimenez    |
| 1993 | El Mariachi                                      | El Mariachi                                   | Robert Rodriguez                  |
| 1994 | Spanking the Monkey                              | nicht bekannt                                 | David O. Russell                  |
| 1995 | Picture Bride                                    | Das Geheimnis der Braut                       | Kayo Hatta                        |
| 1996 | The Spitfire Grill                               | Die Geschichte vom Spitfire Grill             | Lee David Zlotoff                 |
| 1997 | Hurricane                                        | nicht bekannt                                 | Morgan J. Freeman                 |
| 1997 | Love Jones                                       | Love Jones                                    | Theodore Witcher                  |
| 1998 | Smoke Signals                                    | Smoke Signals                                 | Chris Eyre                        |
| 1999 | Three Seasons*                                   | Three Seasons                                 | Tony Bui                          |
| 2000 | Two Family House                                 | nicht bekannt                                 | Raymond DeFelitta                 |
| 2001 | Hedwig and the Angry Inch                        | nicht bekannt                                 | John Cameron Mitchell             |
| 2002 | Real Women Have Curves                           | Echte Frauen haben Kurven                     | Patricia Cardoso                  |
| 2003 | The Station Agent                                | Station Agent                                 | Tom McCarthy                      |
| 2004 | Maria Full of Grace                              | Maria voll der Gnade                          | Joshua Marston                    |
| 2005 | Hustle & Flow                                    | Hustle & Flow                                 | Craig Brewer                      |
| 2006 | Quinceañera*                                     | Quinceañera                                   | Richard Glatzer Wash Westmoreland |
| 2007 | Grace Is Gone                                    | Grace is Gone                                 | James C. Strouse                  |
| 2008 | The Wackness                                     | The Wackness – Verrückt sein ist relativ      | Jonathan Levine                   |
| 2009 | Precious: Based on the Novel “Push” by Sapphire* | Precious – Das Leben ist kostbar              | Lee Daniels                       |
| 2010 | Happythankyoumoreplease                          | HappyThankYouMorePlease                       | Josh Radnor                       |
| 2011 | Sharayet                                         | Sharayet – Eine Liebe in Teheran              | Maryam Keshavarz                  |
| 2012 | The Sessions                                     | The Sessions – Wenn Worte berühren            | Ben Lewin                         |
| 2013 | Fruitvale*                                       | Nächster Halt: Fruitvale Station              | Ryan Coogler                      |
| 2014 | Whiplash*                                        | Whiplash                                      | Damien Chazelle                   |
| 2015 | Me & Earl & the Dying Girl*                      | Ich und Earl und das Mädchen                  | Alfonso Gomez-Rejon               |
| 2016 | The Birth of a Nation*                           | The Birth of a Nation – Aufstand zur Freiheit | Nate Parker                       |
| 2017 | Crown Heights                                    | nicht bekannt                                 | Matt Ruskin                       |
| 2018 | Burden                                           | nicht bekannt                                 | Andrew Heckler                    |
| 2019 | Brittany Runs a Marathon                         | nicht bekannt                                 | Paul Downs Colaizzo               |
| 2020 | Minari*                                          | Minari – Wo wir Wurzeln schlagen              | Lee Isaac Chung                   |

* = Filmproduktionen, die in Sundance auch den Großen Preis der Jury gewannen